# Сражение на реке Сар
Сражение на реке Сар (нем. Schlacht am Sarus) — одно из сражений ирано-византийской войны (602—628), произошедшее в апреле 625 года.

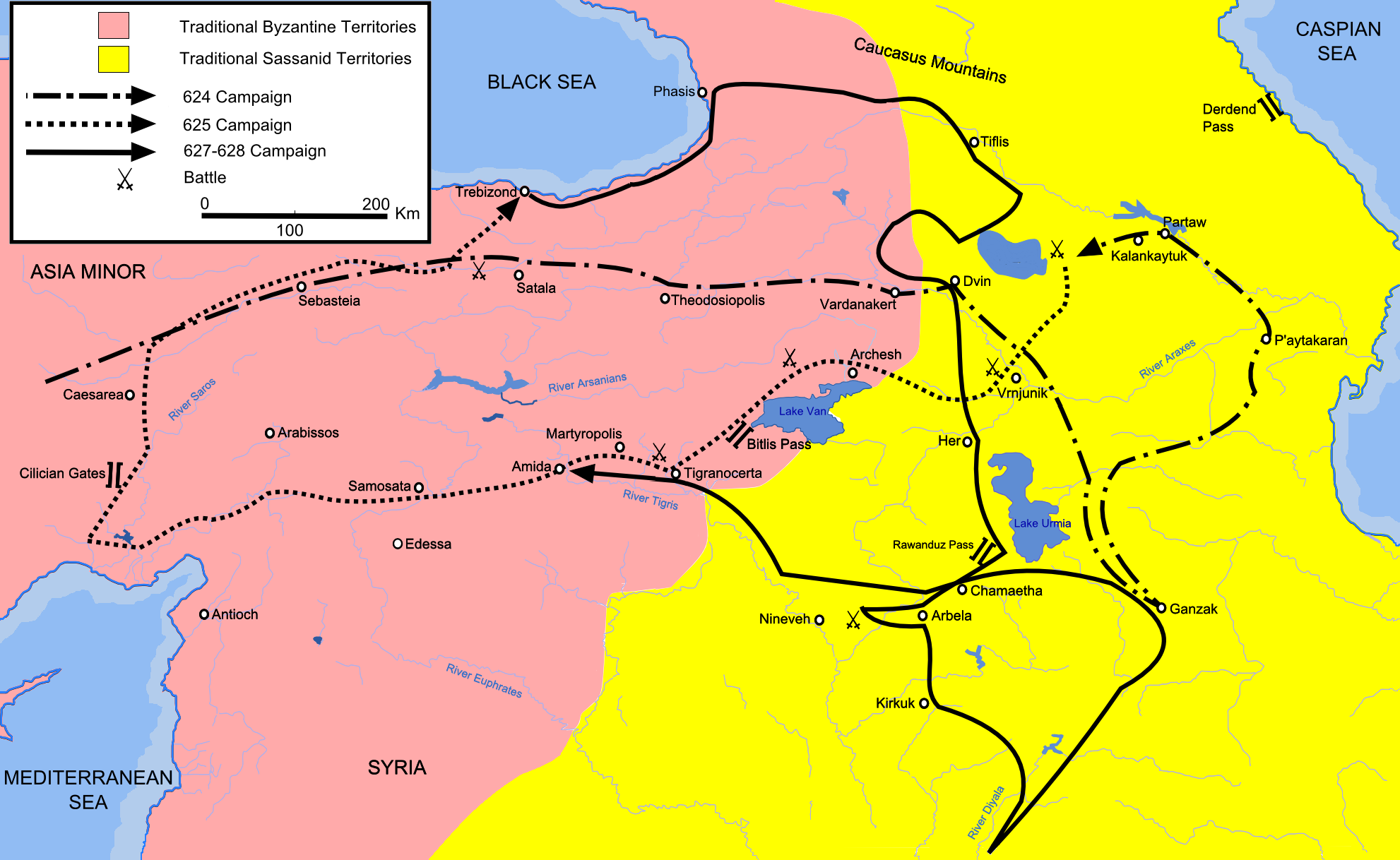
Карта кампании Ираклия в 624, 625 и 627—628 годах

Несмотря на победы в сражениях против сасанидских войск во время похода 624 года, византийский император Ираклий, проведя голодную зиму в армянских областях к северу от озера Ван, в начале марта 625 года был вынужден двинуться в обратный путь в Киликию и оттуда в Севастию. «Путь в Сирию, идущий через Тавр, представлял изобилие и удобство к продовольствию. Все присудили избрать этот путь, хотя он был шероховат и покрыт глубоким снегом. С великим трудом перейдя его, в семь дней пришли к реке Тигру, через которую перешедши, заняли Мартирополь и Амиду. Здесь получили отдых и войско, и пленные». 
Здесь ромеев нагнал иранский полководец Шахрвараз, который упорно следовал за Ираклием и пытался оказать ему противодействие. Шахрвараз приказал перерубить канаты подвесного моста через Евфрат и перетащить весь мост на другой берег. Император, «не нашедши моста для перехода, обойдя, нашел брод, и без опасности перешел чудесным образом в марте месяце и занял Самосат». 
Затем Ираклий двинулся к Германикее, а оттуда через Адану к реке Сар, чтобы, переправившись через неё, пройдя через Киликийские ворота, укрыться в Понте. Более маневренная армия Шахрвараза опередила ромеев и раньше вышла к Сару.
В нескольких километрах от Аданы, византийцы увидели иранскую армию, выстроившуюся на противоположном берегу Сара. Неподалёку находился небольшой мост, охраняемый ромеями с предмостных башен. Византийцы, пройдя по мосту, атаковали персов. Шахрвараз притворным отступлением завлек авангард противника в засаду и разбил его, а затем, преследуя, ворвался на мост, уничтожив его охрану. 
Тогда Ираклий бросился вперёд, его основные силы последовали за ним, не обращая внимания на град персидских стрел. Шахрвараз, пораженный его мужеством, сказал греку-перебежчику: «Козма видит Кесаря, как храбр он в войне, и один сражается против столь великого множества, и как наковальня отражает все стрелы!». Только благодаря своей храбрости Ираклий спас положение — персы «обратились в бегство, и по узкости моста сами себя низвергали в реку, а многие были истреблены мечем».  
Битва на Саре, продолжавшаяся до вечера, завершилась победой византийцев. Ночью персы отступили. Византийская армия, пройдя через Киликийские ворота, двинулась в Понт. 